# Sender Schöneck

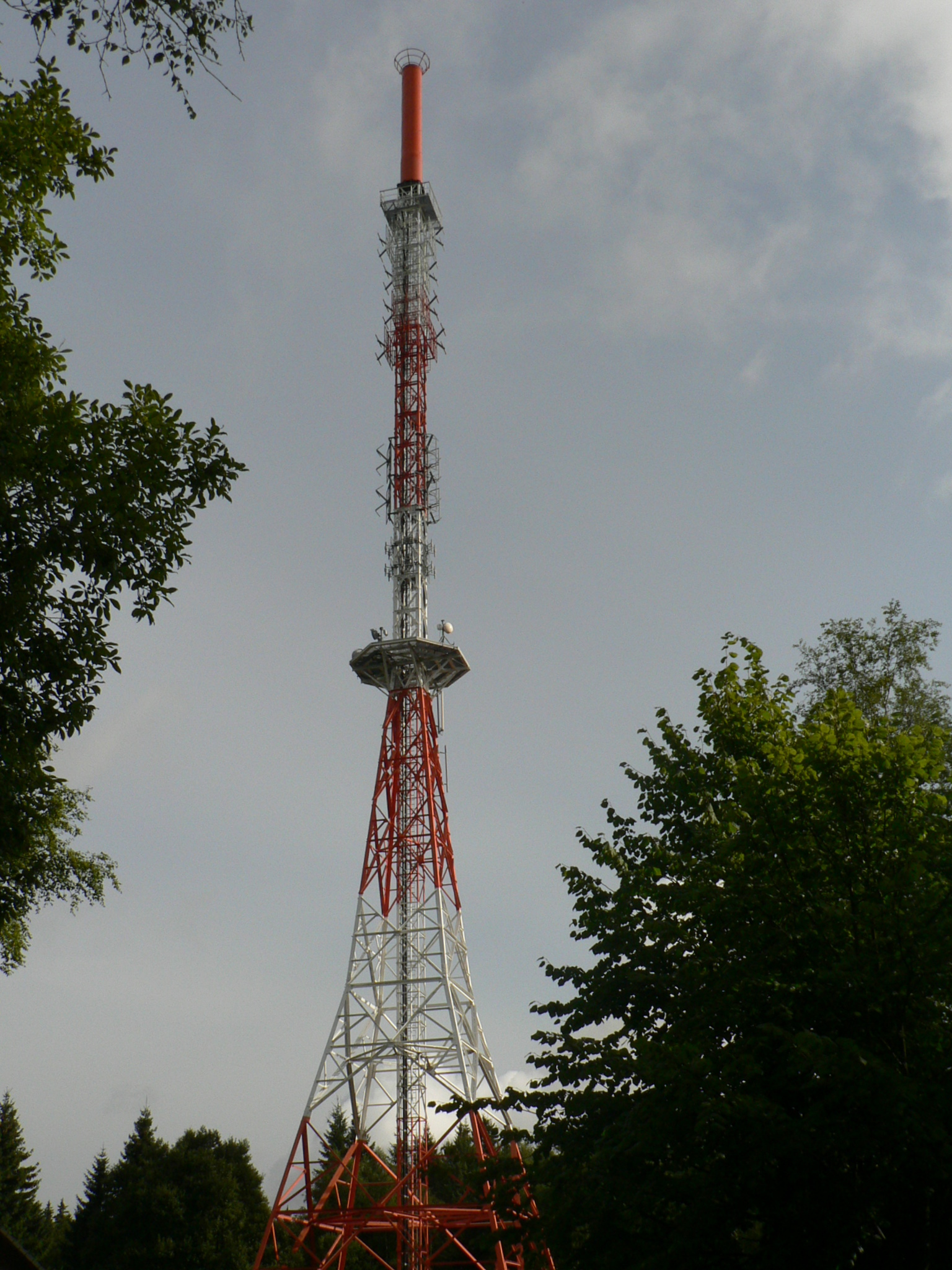
Sendemast bis April 2024 mit GFK-Antenne

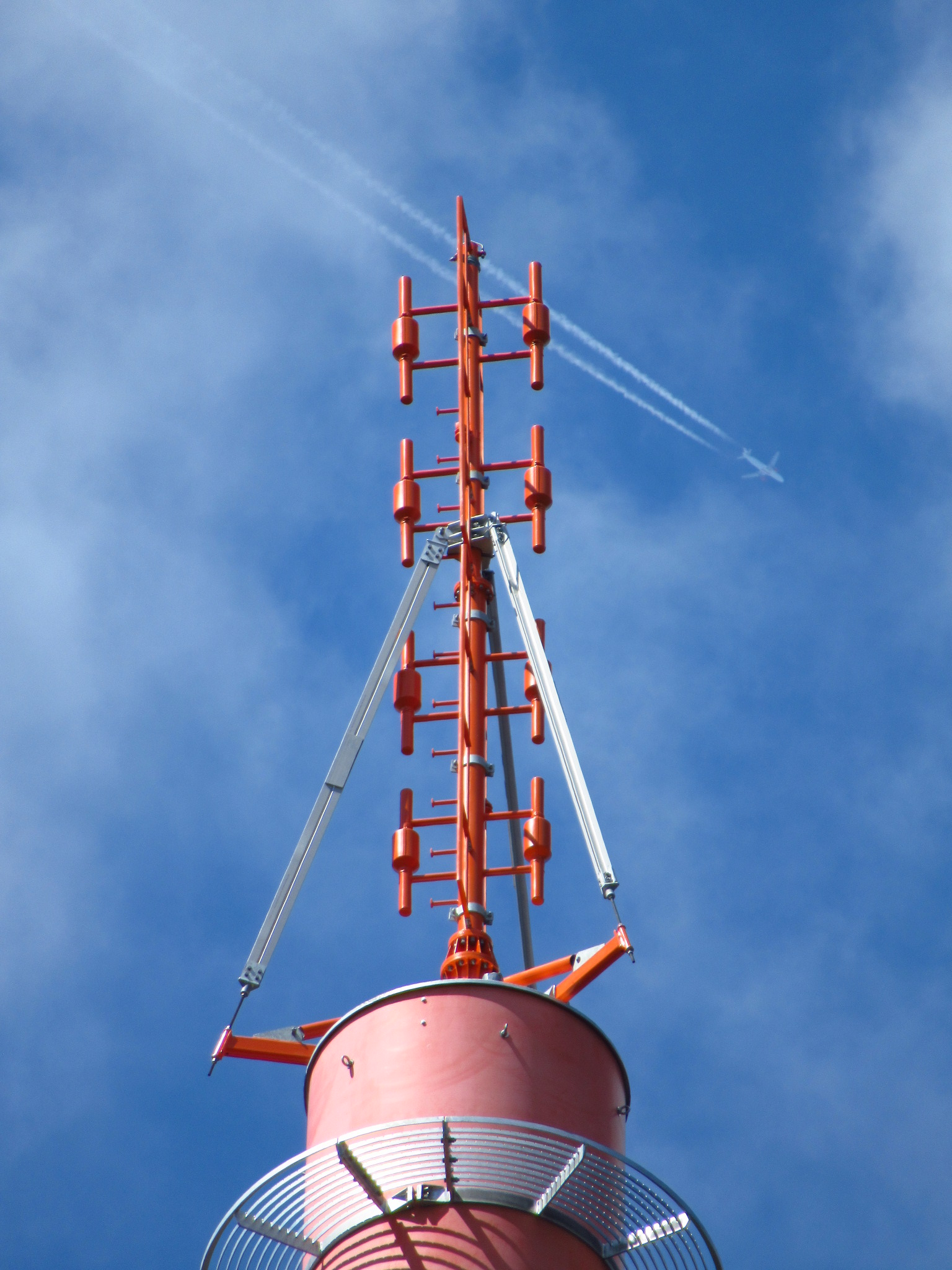
Sendemast mit DAB Top-Mount Antenne

Der Sender Schöneck ist ein Grundnetzsender der Deutschen Funkturm GmbH zur Ausstrahlung von Hörfunksignalen. Er befindet sich nordöstlich der Stadt Schöneck/Vogtl. Als Antennenträger wird ein 96 Meter hoher Stahlfachwerkturm verwendet, der 1959 bis 1961 erbaut wurde.
Der Sender versorgt hauptsächlich das Vogtland, kann aber auch im angrenzenden Oberfranken sowie in den zum Oberpfalz gehörenden Landkreisen Neustadt a.d.Waldnaab und Tirschenreuth empfangen werden. Auch im Südwesten Thüringens sowie im Hofer Land kann der Sender Schöneck empfangen werden. In Tschechien reicht sein Sendegebiet bis fast ans Grenzgebiet zu Waidhaus. Im Norden geht das Sendegebiet bis nach Zwickau und in den Süden von Chemnitz.
Zur Verbesserung der DAB-Verbreitung im April 2024 wurde der GFK-Zylinder mittels eines Helikopters (Super-Puma)  abgebaut und eine Top-Mount DAB-Antenne montiert.

## Frequenzen und Programme

### Analoger Hörfunk (UKW)
| Frequenz (MHz) | Programm             | RDS PS            | RDS PI | Regionalisierung | ERP (kW) | Antennendiagramm rund (ND)/gerichtet (D) | Polarisation horizontal (H)/vertikal (V) |
| -------------- | -------------------- | ----------------- | ------ | ---------------- | -------- | ---------------------------------------- | ---------------------------------------- |
| 88,7           | MDR Sachsen          | MDR_SN_C          | D6C1   | Chemnitz         | 3        | ND                                       | H                                        |
| 92,0           | Radio PSR            | RADIOPSR          | D3C8   | Chemnitz         | 10       | D (20–240°, 270–300°, 340–350°)          | H                                        |
| 94,5           | Deutschlandfunk      | __Dlf___          | D210   | –                | 3        | ND                                       | H                                        |
| 98,7           | MDR Kultur           | __MDR___/_KULTUR_ | D3C3   | –                | 3        | ND                                       | H                                        |
| 101,2          | MDR Jump             | MDR_JUMP          | D3C2   | –                | 30       | ND                                       | H                                        |
| 106,0          | Hitradio RTL Sachsen | HRRTL_Vg          | D3C9   | Vogtland         | 30       | D (240–10°, 40–160°)                     | H                                        |

### Digitaler Hörfunk (DAB)
DAB wird in vertikaler Polarisation und im Gleichwellenbetrieb mit anderen Sendern ausgestrahlt.
| Block                         | Programme | ERP (kW) | Antennen- diagramm rund (ND)/ gerichtet (D) | Gleichwellennetz (SFN) |
| ----------------------------- | --- | -------- | ------------------------------------------- | --- |
| 5C DR Deutschland (D__00188)  | DAB+ Block der Media Broadcast - Absolut relax (72 kbps) - Dlf (104 kbps) - Dlf Kultur (112 kbps) - Dlf Nova (104 kbps) - DRadio DokDeb (48 kbps) - Energy Digital (72 kbps) - ERF Plus (64 kbps) - Klassik Radio (72 kbps) - Radio Bob (72 kbps) - Radio Horeb (48 kbps) - Radio Schlagerparadies (64 kbps) - Schwarzwaldradio (64 kbps) - sunshine live (72 kbps) - DRadio Daten (32 kbps Daten) - EPG Deutschland (16 kbps Daten) - TPEG (16 kbps Daten) - TPEG_MM (16 kbps Daten) | 10       | ND                                          | - Baden-Württemberg: Aalen, Baden-Baden (Fremersberg), Bad Mergentheim, Blauen, Brandenkopf, Donaueschingen, Feldberg im Schwarzwald, Freiburg (Vogtsburg-Totenkopf), Geislingen (Oberböhringen), Großerlach (Hohe Brach), Heidelberg (Königstuhl), Heilbronn (Schweinsberg), Hochrhein (Rickenbach), Hornisgrinde, Pforzheim (Schömberg-Langenbrand), Raichberg, Ravensburg (Höchsten), Reutlingen, Stuttgart (Frauenkopf), Ulm (Kuhberg) - Bayern: Amberg (Hirschau), Aschaffenburg (Pfaffenberg), Augsburg (Hotelturm), Bad Tölz (Gaißach), Balderschwang, Bamberg (Geisberg), Büttelberg, Brotjacklriegel, Dillberg, Grünten, Herzogstand, Hochberg (Traunstein), Hoher Bogen, Inntal (Ebbs), Ingolstadt (Gelbelsee), Kreuzberg/Rhön, Landshut (Altdorf), München (Olympiaturm), Nennslingen (Büchelberg), Nürnberg, Oberammergau, Ochsenkopf, Passau, Pfänder, Pfaffenhofen, Pfarrkirchen, Pfronten, Regensburg (Hohe Linie), Unterringingen, Untersberg, Wendelstein (Bayrischzell), Würzburg (Frankenwarte) - Berlin: Berlin (Alexanderplatz), Berlin (Scholzplatz) - Brandenburg: Bad Belzig, Booßen, Brandenburg/Havel, Calau, Casekow, Cottbus, Eberswalde (geplant), Eisenhüttenstadt, Neuruppin (geplant), Petkus, Pritzwalk, Templin - Bremen: Bremen (Walle), Bremerhaven-Schiffdorf - Hamburg: Hamburg (Moorfleet), Hamburg (Heinrich-Hertz-Turm) - Hessen: Bad Hersfeld (Rimberg), Biedenkopf (Sackpfeife), Fulda (Hummelskopf), Frankfurt (Europaturm), Gelnhausen (Schnepfenkopf), Gießen (Dünsberg), Großer Feldberg, Hardberg, Hohe Wurzel, Hoher Meißner, Kassel (Habichtswald), Mainz-Kastel - Mecklenburg-Vorpommern: Garz (Rügen), Güstrow, Malchin, Neubrandenburg-Süd, Neustrelitz (geplant), Rostock (Toitenwinkel), Röbel, Schwerin (Zippendorf-Gr.Dreesch), Torgelow, Wismar/Rüggow, Züssow - Niedersachsen: Aurich-Popens, Braunschweig (Broitzem), Braunschweig (Drachenberg), Cuxhaven-Stadt, Dannenberg, Göttingen (Bovenden-Osterberg), Hannover (Telemax), Lingen, Lüneburg-Neu Wendhausen, Molbergen-Peheim, Osnabrück (Bramsche-Schleptruper Egge), Hildesheim (Sibbesse), Steinkimmen, Uelzen, Visselhövede, Wilhelmshaven - Nordrhein-Westfalen: Aachen (Karlshöhe), Bergneustadt-Wiedenest (R), Bielefeld (Hünenburg), Bonn (Venusberg), Dortmund (Florianturm), Düsseldorf (Rheinturm), Eggegebirge, Herscheid, Hochsauerland (Hunau), Hürtgenwald-Großhau, Köln (Colonius), Langenberg, Lügde-Rischenau (Köterberg), Meschede (geplant), Minden (Jakobsberg), Münster (Fernmeldeturm), Schöppingen, Siegen-Süd, Wesel - Rheinland-Pfalz: Bad Kreuznach (Schanzenkopf), Bad Marienberg (Westerwald), Bornberg, Daun (Eifel), Edenkoben (Kalmit), Heckenbach-Schöneberg (Ahrweiler), Haardtkopf (geplant), Idar-Oberstein, Kaiserslautern, Kettrichhof, Koblenz (Kühkopf), Schnee-Eifel (geplant), Trier (Petrisberg) - Saarland: Merzig-Merchingen, Saarbrücken (Schoksberg) - Sachsen: Chemnitz, Dresden, Geyer, Leipzig, Löbau, Neustadt, Niederschöna (geplant), Oschatz, Schöneck, Zwickau Ost - Sachsen-Anhalt: Brocken, Burg, Dequede, Petersberg, Pettstädt (Weißenfels), Schneidlingen, Wittenberg - Schleswig-Holstein: Bungsberg, Bredstedt, Flensburg, Garding, Heide, Helgoland, Hennstedt, Itzehoe, Kiel (Kronshagen), Lübeck (Stockelsdorf), Schleswig, Niebüll (Süderlügum), Westerland (Sylt) - Thüringen: Bleßberg (Sonneberg), Erfurt-Hochheim, Gera, Inselsberg, Jena (Oßmaritz), Kulpenberg, Lobenstein (Sieglitzberg), Saalfeld (Remda), Weimar (Ettersberg) |
| 5D Antenne DE (D__00364)      | DAB-Block von Antenne Deutschland: - 80s80s (72 kbps) - 90s90s (72 kbps) - Absolut Bella (72 kbps) - Absolut Germany (72 kbps) - Absolut Hot (72 kbps) - Absolut Oldie (72 kbps) - Absolut Top 2000er (72 kbps) - AIDAradio (72 kbps) - Ballermann Radio (72 kbps) - Beats Radio (72 kbps) - Brillux Radio (72 kbps) - Nostalgie (72 kbps) - Oldie Antenne (72 kbps) - RTL Radio (72 kbps) - Rock Antenne (72 kbps) - Toggo Radio (72 kbps)                                           | 10       | ND                                          | - Bayern: Amberg (Hirschau), Bamberg (Geisberg), Ingolstadt (Gelbelsee), Kreuzberg/Rhön, Nürnberg, Ochsenkopf, Pfaffenhofen, Regensburg (Hohe Linie), Würzburg (Frankenwarte) - Berlin: Berlin (Alexanderplatz), Berlin (Scholzplatz) - Brandenburg: Casekow, Cottbus, Pritzwalk - Bremen: Bremen (Walle) - Hamburg: Hamburg (Heinrich-Hertz-Turm) - Mecklenburg-Vorpommern: Rostock (Toitenwinkel), Schwerin (Zippendorf-Gr.Dreesch), Züssow - Niedersachsen: Braunschweig (Broitzem), Cuxhaven-Stadt, Göttingen (Bovenden-Osterberg), Hannover (Telemax), Hildesheim (Sibbesse/Griesberg), Lüneburg-Neu Wendhausen, Molbergen-Peheim, Osnabrück (Bramsche-Schleptruper Egge), Visselhövede - Nordrhein-Westfalen: Bielefeld (Hünenburg), Minden (Jakobsberg) - Sachsen: Dresden, Geyer, Leipzig, Löbau/Schafberg, Oschatz, Schöneck - Sachsen-Anhalt: Brocken, Burg, Petersberg, Wittenberg - Schleswig-Holstein: Flensburg, Heide, Kiel (Kronshagen), Lübeck (Stockelsdorf) - Thüringen: Erfurt-Hochheim, Gera, Inselsberg, Jena (Oßmaritz), Kulpenberg, Lobenstein (Sieglitzberg), Weimar (Ettersberg) |
| 8A Region Chemnitz (D__00351) | DAB-Block der Divicon Media: - 90s90s Dance (C) (88 kbps) - Antenne Sachsen (C) (88 kbps) - Antenne Sachsen (V) (88 kbps) - Energy Sachsen (C) (88 kbps) - Hitradio RTL Sachsen (C) (88 kbps) - Hitradio RTL Sachsen (V) (88 kbps) - R.SA (C) (88 kbps) - Radio Chemnitz (88 kbps) - Radio Erzgebirge (88 kbps) - Radio PSR (C) (88 kbps) - Radio T (80 kbps) - Radio Zwickau (88 kbps) - Vogtland Radio (88 kbps)                                                                    | 10       | ND                                          | Chemnitz/Geyer, Schöneck (Vogtland) |
| 9A MDR Sachsen (D__00209)     | DAB-Block des MDR: - MDR Sachsen (DD) (80 kbps) - MDR Sachsen (L) (80 kbps) - MDR Sachsen (C) (80 kbps) - MDR Sachsen (BZ) (80 kbps) - MDR Sachsen auf Sorbisch (80 kbps) - MDR Sachsen Extra (48 kbps) - MDR Jump (88 kbps) - MDR Kultur (88 kbps) - MDR Tweens (80 kbps) - MDR Sputnik (88 kbps) - MDR Aktuell (72 kbps) - MDR Klassik (112 kbps) - MDR Schlagerwelt (SN) (88 kbps) - MDR TPEG (16 kbps) - MDR EPG (16 kbps)                                                        | 10       | ND                                          | Chemnitz, Dresden, Freiberg, Geyer, Görlitz, Hoyerswerda, Leipzig, Löbau, Neustadt, Olbernhau, Oschatz, Reichenbach (Netzschkau), Roitzsch, Schöneck, Zittau, Zwickau Ost |
| 12A Sachsen K12A (D__00313)   | DAB+ Block der Media Broadcast: - 89.0 RTL (96 kbps) - detektor.fm Wort (96 kbps) - Femotion (80 kbps) - Jam FM (96 kbps) - Oldie Antenne (80 kbps) - Galaxy Sachsen (80 kbps) - Radio Ostrock (88 kbps) - Radio Teddy (80 kbps) - Rundfunk-Kombinat Sachsen (88 kbps) - Schlager Radio (80 kbps) - SecondRadio (88 kbps) - Star FM Sachsen (88 kbps) | 10       | ND                                          | Chemnitz/Geyer, Dresden-Wachwitz, Leipzig/Messegrund, Löbau/Schafberg, Schöneck (Vogtland) |

### Digitales Fernsehen (DVB-T)
Die Ausstrahlung von Fernsehprogrammen nach dem DVB-T-Verfahren wurde am 26. September 2018 eingestellt. Bis zur Abschaltung wurden die in der nachfolgenden Tabelle aufgeführten Programme gesendet.
| Kanal (Frequenz) | Multiplex                  | Programme im Multiplex                                                                         | ERP (kW) | Antennen- diagramm rund (ND)/ gerichtet (D) | Polarisation horizontal (H)/ vertikal (V) | Modu- lations- ver- fahren | FEC | Guard- inter- vall | Bitrate (MBit/s) | Gleichwellennetz (SFN)                             |
| ---------------- | -------------------------- | ---------------------------------------------------------------------------------------------- | -------- | ------------------------------------------- | ----------------------------------------- | -------------------------- | --- | ------------------ | ---------------- | -------------------------------------------------- |
| 22 (482 MHz)     | ZDFmobil                   | - ZDF - 3sat - ZDFinfo - KiKA (06–21:00 Uhr) / ZDFneo (21-06:00 Uhr)                           | 50       | ND                                          | V                                         | 16-QAM                     | 2/3 | 1/4                | 13,27            | Chemnitz-Reichenhain, Gera, Geyer, Schöneck/Vogtl. |
| 25 (506Mhz)      | ARD Digital (MDR)          | - Das Erste (MDR) - ARTE - Phoenix - One                                                       | 50       | ND                                          | V                                         | 64-QAM                     | 2/3 | 1/4                | 19,91            | Chemnitz-Reichenhain, Gera, Geyer, Schöneck/Vogtl. |
| 32 (562 MHz)     | ARD regional (MDR) Sachsen | - mdr Fernsehen Sachsen - Bayerisches Fernsehen Nord (Franken) - WDR Fernsehen - rbb Fernsehen | 50       | ND                                          | V                                         | 64-QAM                     | 2/3 | 1/4                | 19,91            | Chemnitz-Reichenhain, Geyer, Schöneck/Vogtl.       |

### Analoges Fernsehen (PAL)
Vor der Umstellung auf DVB-T diente der Sendestandort weiterhin für analoges Fernsehen:
| Kanal | Frequenz (MHz) | Programm              | ERP (kW) | Sendediagramm rund (ND)/ gerichtet (D) | Polarisation horizontal (H)/ vertikal (V) |
| ----- | -------------- | --------------------- | -------- | -------------------------------------- | ----------------------------------------- |
| 6     | 182,25         | ZDF                   | 3        | D                                      | V                                         |
| 28    | 527,25         | Das Erste (MDR)       | 6        | ND                                     | H                                         |
| 39    | 615,25         | MDR Fernsehen Sachsen | 6        | ND                                     | H                                         |